# A. R. Gurney
Pour les articles homonymes, voir Gurney.
Albert Ramsdell Gurney Jr. (parfois crédité comme Pete Gurney), né le 1er novembre 1930 et mort le 13 juin 2017, est un dramaturge et romancier américain,.
Il est connu pour des œuvres telles que The Dining Room (1982), Sweet Sue (1986/7) et The Cocktail Hour (1988), ainsi que pour sa pièce Love Letters, nommée au prix Pulitzer de théâtre.
Sa série de pièces de théâtre sur la vie de la classe supérieure WASP dans l'Amérique contemporaine a été décrite comme « des études pleines d’esprit de l'ascendant WASP en retraite ».

## Œuvre

### Pièces
- Ancestral Voices
- Another Antigone [5] (ISBN 978-0-8222-0051-2) (ISBN 9780786465125)
- Big Bill
- Black Tie (ISBN 978-0-8222-2526-3)
- Buffalo Gal
- A Cheever Evening (basé sur les histoires de John Cheever)  (ISBN 978-0-8222-1458-8)
- Children (ISBN 978-0-8222-0202-8)
- The Cocktail Hour (ISBN 978-0-8222-0225-7)
- The Comeback (ISBN 978-0-8222-0229-5)
- Crazy Mary
- Darlene
- The David Show
- The Dining Room (ISBN 978-0-8222-0310-0)
- Family Furniture
- Far East
- The Fourth Wall (ISBN 978-0-8222-1349-9)
- The Golden Age (ISBN 978-0-8222-0455-8)
- The Golden Fleece
- The Grand Manner (ISBN 978-0-8222-2514-0)
- The Guest Lecturer
- Heresy
- Human Events
- Indian Blood
- Labor Day (ISBN 978-0-8222-1685-8)
- Later Life (ISBN 978-0-8222-1373-4)
- The Love Course (ISBN 978-0-5736-2282-3)
- Love Letters (ISBN 978-0-8222-0694-1)
- The Middle Ages (ISBN 978-0-8222-0753-5)
- Mrs. Farnsworth
- Office Hours (ISBN 978-0-8222-2515-7)
- O Jerusalem
- The Old Boy (ISBN 978-0-8222-0840-2)
- The Old One-Two (ISBN 978-0-5736-2370-7)
- The Open Meeting
- Overtime (ISBN 978-0-8222-1540-0)
- The Perfect Party (ISBN 978-0-8222-0886-0)
- Post Mortem
- The Problem
- The Rape of Bunny Stuntz (ISBN 978-0-5736-2439-1)
- Richard Cory (ISBN 978-0-8222-1245-4)
- Scenes from American Life
- Screen Play
- "Squash"
- The Snow Ball (basé sur son roman)  (ISBN 978-0-8222-1318-5)
- Sweet Sue (ISBN 978-0-8222-1106-8)
- Sylvia (ISBN 978-0-8222-1496-0)
- The Wayside Motor Inn (ISBN 978-0-8222-1225-6)
- What I Did Last Summer (ISBN 978-0-8222-1236-2)
- Who Killed Richard Cory? (ISBN 978-0-8222-1236-2)

### Romans
- The Snow Ball (1984)
- The Gospel According to Joe (1974)
- Entertaining Strangers (1977)
- Early American (1996)

### Scénarios
- The House of Mirth (1972)[6]
- Sylvia (1995)